# Lirik
Lirik is een bestuurslaag in het regentschap Ogan Komering Ilir van de provincie Zuid-Sumatra, Indonesië. Lirik telt 919 inwoners (volkstelling 2010).